# Kourosh Khani

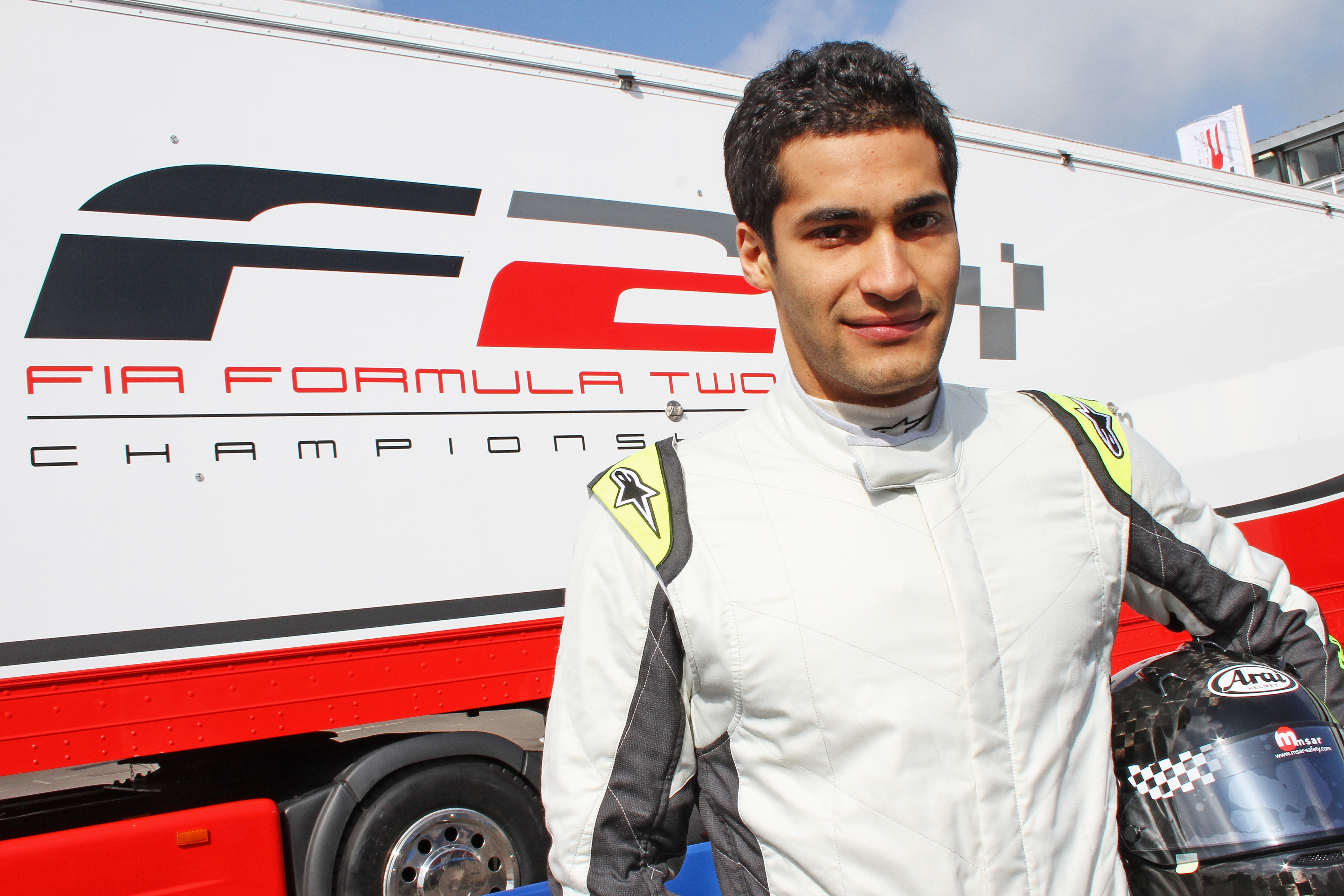
Kourosh Khani, 2012

Kourosh Khani (* 3. Juli 1989 in Maschhad) ist ein iranischer Automobilrennfahrer.

## Karriere
Khani begann seine Motorsportkarriere im Alter von acht Jahren. Sein Vater beeinflusste ihn zu dieser Sportart. Er war selbst ein Motocrossfahrer und besitzt eine Führungsposition beim iranischen Motorsportverband. 2007 begann er im Formelsport er nahm an einigen Rennen der britischen Formel Ford teil. 2008 wechselte er zu Welch Motorsport in die BARC Formel Renault. Er wurde 16. in der Hauptserie und erreichte den dritten Platz in der Winterserie. In der Winterserie gewann er zudem sein erstes Formel-Renault-Rennen. In den nächsten zwei Saisons blieb Khani in der BARC Formel Renault sieglos. Beide Saisons beendete er auf dem achten Rang. Darüber hinaus nahm er 2009 an einzelnen Rennen des britischen Ginetta G50 Cups teil und macht erste Erfahrungen im Tourenwagensport. 2011 wechselte Khani innerhalb der BARC Formel Renault zu Scorpio Motorsport. Er gewann ein Rennen und verbesserte sich auf den vierten Platz in der Fahrerwertung.
2012 erhielt Khani ein Cockpit in der FIA-Formel-2-Meisterschaft. Er war der erste iranische Rennfahrer dieser Serie. Khani schloss die Saison auf dem 20. Rang ab.

## Persönliches
Khani lebt in London.

## Karrierestationen
| - 2007: Britische Formel Ford (Platz 25) - 2008: BARC Formel Renault (Platz 16) - 2008: BARC Formel Renault, Winterserie (Platz 3) | - 2009: BARC Formel Renault (Platz 8) - 2009: Britischer Ginetta G50 Cup (Platz 24) - 2010: BARC Formel Renault (Platz 8) | - 2011: BARC Formel Renault (Platz 4) - 2012: Formel 2 (Platz 20) |